# 约翰·汉考克大厦
约翰·汉考克大厦（英語：John Hancock Tower），又称克拉伦登街200号，在波士顿当地俗称为汉考克，是一座60层，790英尺（240 M）的摩天大楼，位於波士顿后湾。
该塔最初以占用它的保险公司约翰汉考克保险命名。反过来，这家保险公司以约翰·汉考克命名，他以《独立宣言》上大而显眼的签名闻名，以至于在美国签名的俗语是“约翰·汉考克”。

## 历史
该塔是由贝聿铭事务所的亨利·N·柯布设计并于1976年完成。自建成起，它一直保持波士顿最高建筑的记录，也是麻省、新英格兰的最高建筑。大厦建成初期曾经出现过玻璃脱落的事故，后经过技术改进得以解决。
其街道地址为克拉伦登街200号，但使用者同时使用“汉考克广场”（英語：Hancock Place）和“克拉伦登街200号”（英語：200 Clarendon Street）作为办公室的邮件地址。约翰·汉考克保险是当它建成时的主要租户，但该公司在2004年宣布，一些部门将搬迁至新大楼。
2015 年年中，当同名公司约翰汉考克金融公司的租约到期时，大楼名称从“John Hancock”更改为“200 Clarendon”。

## 建筑特色
该楼采用极简主义的大规模玻璃幕墙，这些幕墙大且偏蓝，这样的设计使得在晴天的时候，整座大厦与天空融为一体。在外形方面，该楼采用俯视看来是平行四边形的外形，使得整座楼有了现代主义的感觉。该楼是当时单块玻璃面积最大的全玻璃幕墙建筑，由于当时玻璃幕墙的技术不够成熟，大厦建成初期曾经出现过玻璃脱落的事故，后经过技术改进得以解决。

### 设计争议
在设计之初，由于该塔靠近国家历史地标波士顿三一教堂，这座楼的阴影将会把教堂置于自己的阴影之下，这使得设计师重新设计了大楼。
| 特征 - 约翰汉考克大厦的完整视图 - 反面 - 窗户玻璃维修中 |
| ------------------------------------------------------- |

## 外部連結
维基共享资源上的相關多媒體資源：约翰·汉考克大厦
| 前任： 保德信大厦 | 波士顿最高建筑 1976年–现在 241 m | 繼任： 无 |